# イーエムネット
イーエムネット（EMNET INC.）は、韓国ソウルに本社を置くインターネットのマーケティング支援企業で、韓国では最大手。株式会社イーエムネットジャパン（英: eMnet Japan.co.ltd.）は、2013年に設立された日本法人である。東京都新宿区に本社を構え、主に全国中小企業に対するインターネットマーケティング計画・インターネットプロモーション計画・インターネット広告戦略の企画・提案と、それに関わるクリエイティブ企画・制作およびインターネット専業の広告代理店である。代表取締役社長は、2016年11月1日付でトランス・コスモス出身の山本臣一郎が就任。

## 沿革

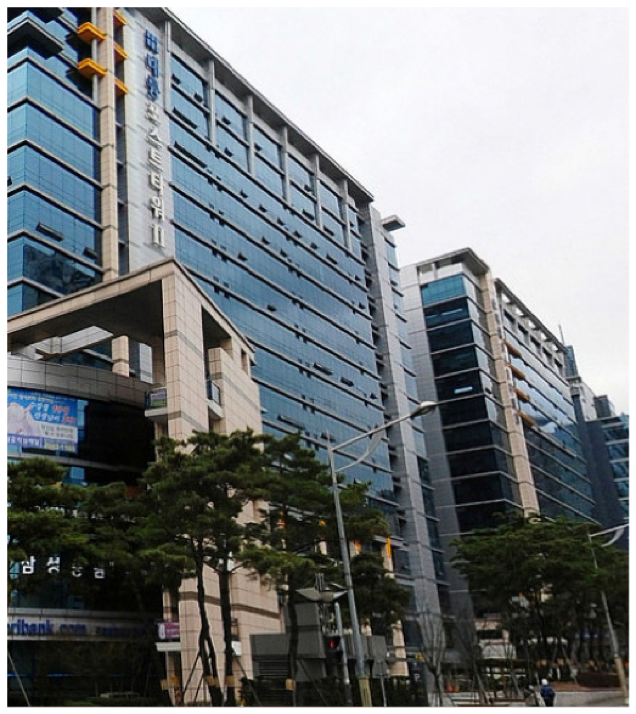
韓国法人本社ビル（ソウル市九老区）

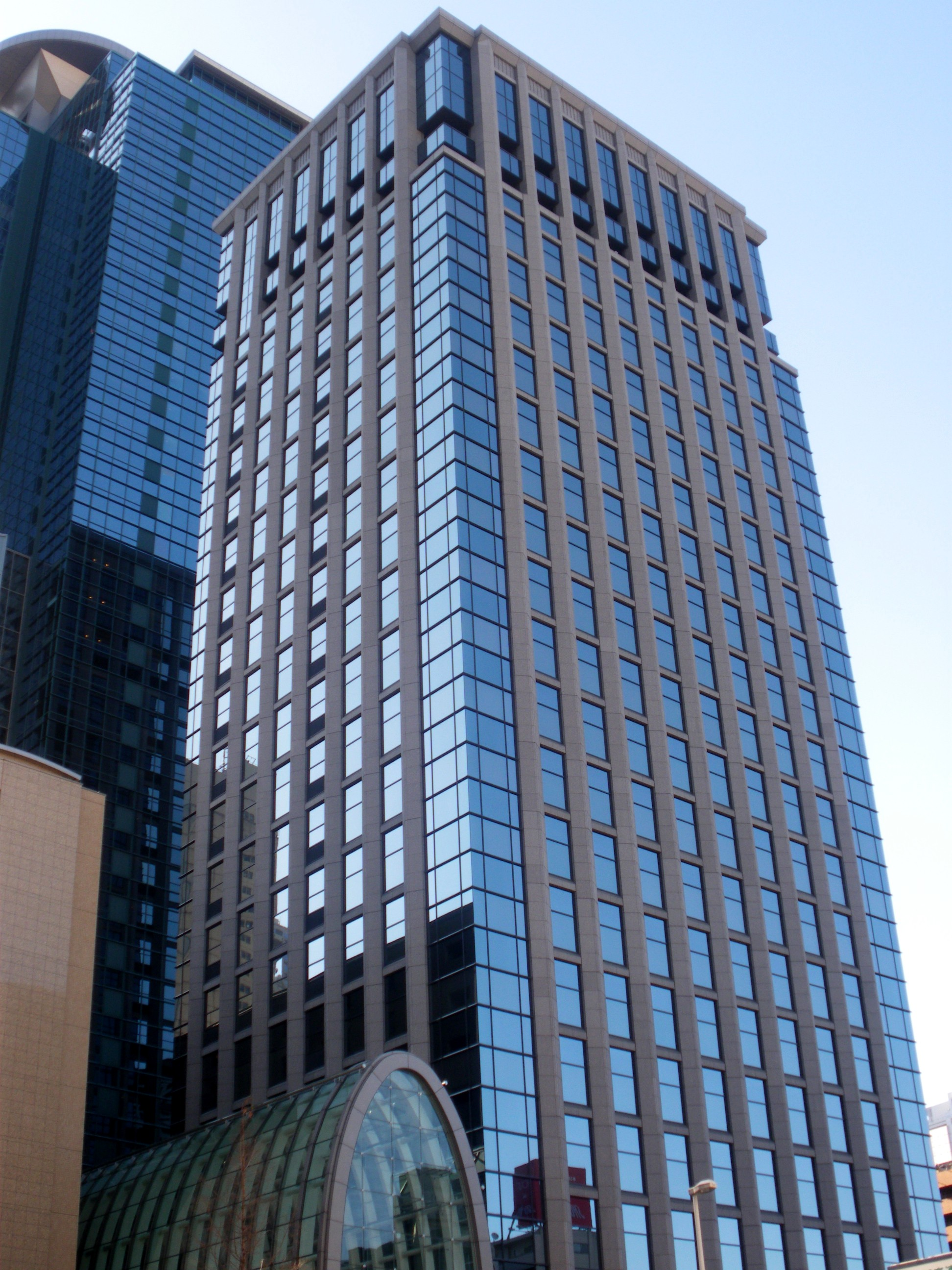
日本法人本社ビル（東京都新宿区）

- 2000年 - 韓国ソウルにて法人設立。代表取締役社長は金永源。

- 2003年 - Daumコミュニケーションズとの韓国内最初の検索広告マーケティング会社NWM（現ナムコミュニケーションズ）合同設立。
- 2004年 - Naver地域生活情報公式代理店契約締結。
- 2005年 - Overture Korea最優秀代理店選定。Naver公式代理店選定。
- 2006年 - Googleリセラー選定。
- 2007年
  - 日本支社を東京都渋谷区道玄坂に設立。日本でのインターネット広告代理事業に本格進出[2]。
  - Google 社の「Google AdWords広告」代理店契約締結・販売開始
  - Yahoo（旧Overture）社の「Yahoo!プロモーション広告」代理店契約締結・販売開始
- 2008年 - イーエムネット韓国釜山支社設立。広告管理ソリューション4件特許取得（特許庁）
- 2009年 - 日本支社を東京都渋谷区道元坂から東京都目黒区青葉台3丁目1-19青葉台石橋ビルに移転[2]。
- 2010年
  - 百度（baidu）正規代理店として海外広告（英語圏）サービス開始[2]。
  - イーエムネット中国北京支社設立。
- 2011年
  - Google正規代理店として海外広告（英語圏）サービス開始[2]。
  - イーエムネット韓国大邱支社設立。
  - イーエムネット韓国がKOSDAQ上場[2]。
- 2012年
  - 日本支社を東京都目黒区青葉台から東京都新宿区西新宿6丁目10-1日土地西新宿ビルに移転[2]。
- 2013年 - 株式会社イーエムネットジャパン　日本法人設立[2]。
- 2014年 - 常務取締役にトランス・コスモス出身の山本臣一郎が就任[4]。
- 2015年 - Yahoo!認定代理店登録（日本法人として）[2]。
- 2016年
  - Google Partner プレミアバッチ取得[5]。
  - Yahoo!マーケティングソリューション正規代理店三つ星取得（★★★）[6][7]。
  - 代表取締役社長に山本臣一郎が就任。前代表取締役社長の金永源は非常勤監査役に交代[3]
- 2018年 - 株式会社イーエムネットジャパンが東京証券取引所マザーズに上場。
- 2021年 - ソフトバンク株式会社が、株式公開買付けにより株式会社イーエムネットジャパンの41.40%を取得し、EMNET INC.に代わり親会社となる[8]。

## 事業内容

### 広告代理サービス
- インターネット広告
- リスティング広告
- 運用型広告
- ソーシャルメディア広告
  - Facebook広告
  - Twitter広告
  - LINE広告
- アフィリエイト広告
- 動画広告
- 海外広告

### ソリューションサービス
- SEO対策
- LPO
- バナー、ランディングページ最適化/制作/運用

## 主な実績
- GoogleAdWords正規代理店
- GoogleAnalytics認定パートナー
- Google Partner プレミアバッチ取得[5]
- Yahoo! JAPANマーケティングソリューション正規代理店三ツ星取得（★★★）[6]
- Yahoo!タグマネージャー認定パートナー
- Facebook広告取扱代理店
- Twitter広告取扱代理店

## メディア掲載
- 2017年
  - DIGIDAY『人材育成にこだわる理由』当社代表山本のインタビュー掲載[1]。
  - MarkeZine『スマホ時代の広告活用』についてヤフー社と当社役員の対談[2]。